# San Diego Open 1992
Il San Diego Open 1992 è stato un torneo di tennis giocato sul cemento. 
È stata la 14ª edizione del torneo di San Diego, che fa parte della categoria Tier III nell'ambito del WTA Tour 1992
Si è giocato a San Diego negli USA dal 24 al 30 agosto 1992.

## Campionesse

### Singolare
Jennifer Capriati ha battuto in finale  Conchita Martínez con il punteggio di 6–3, 6–2

### Doppio
Jana Novotná /  Larisa Neiland hanno battuto in finale  Conchita Martínez /  Mercedes Paz con il punteggio di 6–1, 6–4